# Marysville (Kalifornia)
Marysville – miasto w Stanach Zjednoczonych, w stanie Kalifornia, w hrabstwie Yuba. Według spisu ludności przeprowadzonego przez United States Census Bureau, w roku 2010 miasto Marysville miało 12 072 mieszkańców.